# Melicope flaviflora
Melicope flaviflora är en vinruteväxtart som beskrevs av Albert Charles Smith. Melicope flaviflora ingår i släktet Melicope och familjen vinruteväxter. Inga underarter finns listade i Catalogue of Life.